# 30838 Hitomiyamasaki
30838 Hitomiyamasaki è un asteroide della fascia principale. Scoperto nel 1991, presenta un'orbita caratterizzata da un semiasse maggiore pari a 2,4582615 au e da un'eccentricità di 0,1403395, inclinata di 3,05216° rispetto all'eclittica.